# Villa Kanjel
Villa Kanjel is een negentiende-eeuwse villa en buitenplaats in de Nederlandse gemeente Maastricht, gelegen aan de Meerssenerweg in de buurtschap Mariënwaard. De villa ligt iets ten noorden van de woonbuurt Nazareth in de wijk Maastricht-Oost. Het gebouw heeft sinds 1860 diverse functies vervuld, waarbij het onder andere bekendstond als La Petite Suisse en Dr. Poelsoord. In het koetshuis is sinds 2020 een horecagelegenheid gevestigd. Het hoofdgebouw is sinds 2024 in gebruik als feestlocatie, Villa Delbrock genaamd. Het bijbehorende park is vooralsnog niet openbaar. De buitenplaats is, evenals het naastgelegen landgoed La Grande Suisse, onderdeel van de landgoederenzone Buitengoed Geul & Maas.

## Geschiedenis
Het landelijke gebied ten noorden van Maastricht was vanouds een geliefde vestigingsplaats voor welgestelden uit Maastricht. In de buurtschappen Weert en Mariënwaard (beide eertijds behorend tot de gemeente Meerssen) waren het vooral leden van de fabrikantenfamilie Regout die een stempel drukten op het aanzien van het gebied. Rond 1850 werd hier de Spoorlijn Aken - Maastricht aangelegd, later volgde de Spoorlijn Maastricht - Venlo. Van 1853 tot 1933 had Mariënwaard een eigen treinstation, omstreeks 1900 aangeduid als halte Mariënwaard.
Van de geschiedenis van de landerijen waarop in 1860 La Petite Suisse, de voorganger van Villa Kanjel, werd gebouwd, is weinig bekend. Op een Franse militaire kaart uit 1748 is te zien dat in deze omgeving een groot landhuis lag, Le Grand Caniel genoemd, het huidige La Grande Suisse. Iets ten zuiden daarvan lag een huis of hoeve met de naam Petit Caniel, echter niet ter plekke van Villa Kanjel, maar aan de overkant van de straat. Het terrein van de latere Villa Kanjel was onbebouwd en verdeeld in een groot aantal percelen, allemaal met verschillende eigenaren. Het westelijk deel van het villaterrein langs de Meerssenerweg was volgens de kadastergegevens van 1842 eigendom van Hendrik Cramer, tevens eigenaar en bewoner van het grote landhuis, toen De Kanjel of Canjelhof genoemd. Dit was tevens het enige perceel dat in de gemeente Meerssen lag. De oostelijk hiervan gelegen percelen lagen allemaal in de gemeente Amby.

### La Petite Suisse
Omstreeks 1860 wist de Maastrichtse fabrikant Petrus (I) Regout deze aaneengesloten reeks percelen te verwerven. In 1860 liet hij hier een hotel-restaurant bouwen, dat hij de naam La Petite Suisse gaf. In 1862 breidde hij zijn bezit uit met het nabije landgoed De Kanjel, dat hij La Grande Suisse doopte en vanaf 1864 verbouwde en uitbreidde. Blijkbaar lukte het niet om ook het tussenliggende perceel te verwerven, waardoor de landgoederen La Grande en La Petite Suisse altijd gescheiden zijn gebleven.
Het ontwerp van La Petite Suisse was waarschijnlijk van de 'huisarchitect' van de Regouts, de Akenaar Wilhelm Wickop. Het werd een opvallend gebouw, met een achtkantige toren en giet- of smeedijzeren balkons die zich over de breedte van de gevels uitstrekten. De tuin van dit maison de plaisance, ontworpen door Jean Gindra, was met zijn waterlopen, eilandjes en bruggen, vijvers met zwanengondels, theekoepels en ijskelder, en talrijke beelden en fonteinen, mogelijk nog uitbundiger dan die van Regouts eigen woonhuis, kasteel Vaeshartelt. La Petite Suisse en de bijbehorende tuinen zijn meerdere malen afgebeeld in het Album dedié a mes amis et mes enfants, dat Regout omstreeks 1863 in Parijs liet vervaardigen. Bij een van de prenten staat vermeld dat het hotel twaalf appartementen (habitations) bevatte, bedoeld voor verhuur, gemeubileerd of ongemeubileerd. Verder worden de uitstekende ontspanningsmogelijkheden in het park aanbevolen: wandelen, rijtochtjes maken, baden en vissen, en worden de goede treinverbindingen geroemd, vooral met Aken, Luik, Brussel en Antwerpen. In 1866 verhuurde hij het landgoed aan een zekere Wahlenberg uit Aken, die het als hotel-restaurant exploiteerde.

### Villa Kanjel
In 1878, het jaar van overlijden van Petrus Regout en zijn echtgenote Aldegonda Regout-Hoeberechts, werd La Petite Suisse bewoond door hun oudste dochter, de weduwe Maria ('Mimi') Weustenraad-Regout, samen met twee van haar ongehuwde kinderen, Alice en Fernand. In 1880 liet zij het pand ingrijpend verbouwen, vermoedelijk opnieuw naar ontwerp van Wilhelm Wickop, en noemde het Villa Kanjel. Het nieuwe gebouw, in sobere neoclassicistische vormen, leek in niets op de speelse, eclectische voorganger. Ook het park werd door Mimi aanzienlijk vereenvoudigd (zoals haar jongste broer Gustave deed met het park van Vaeshartelt). Mimi woonde tot aan haar dood (1898) in Villa Kanjel. Bij de verdeling van de erfenis ging het landgoed naar haar oudste dochter Maria, die er met haar man Edgard de Heusch de Bombrouck en kinderen ging wonen.
Tussen december 1908 en december 1910 verhuisde de familie De Heusch de Bombrouck-Weustenraad naar een pand aan de Scharnerweg, destijds gelegen in de buurtschap Scharn in de gemeente Heer. Tussen 1912 en 1922 werd Villa Kanjel bewoond door de jurist Alfred Pijls, een schoonzoon van Mimi Weustenraad-Regout, en diens tweede echtgenote, barones Testa. Wellicht verhuurde Pijls het landgoed na 1922.

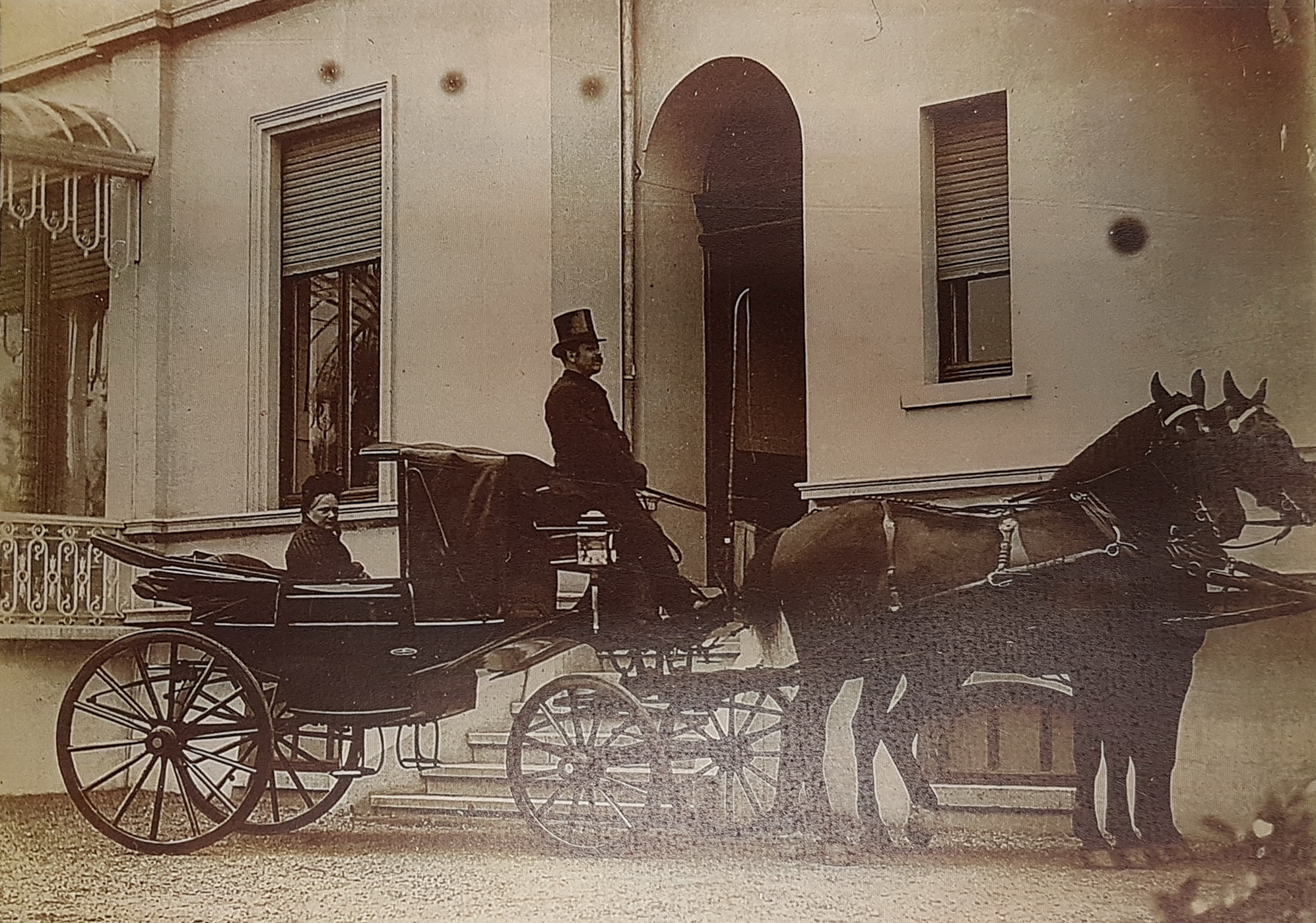
Mimi Weustenraad-Regout (in koets) bij Villa Kanjel, 1880-98
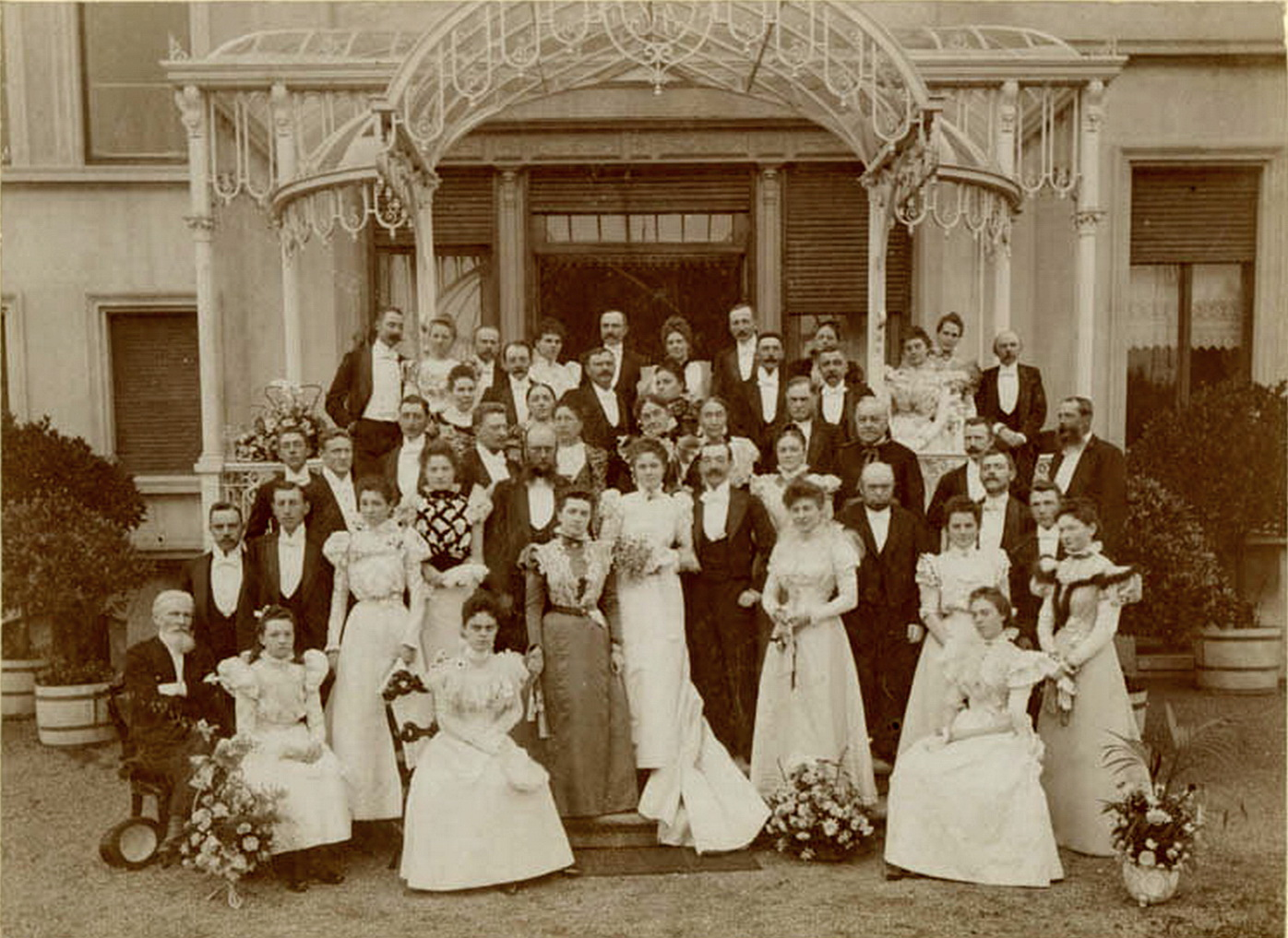
Huwelijk Jules Geradts met Alice barones de Heusch, 1897
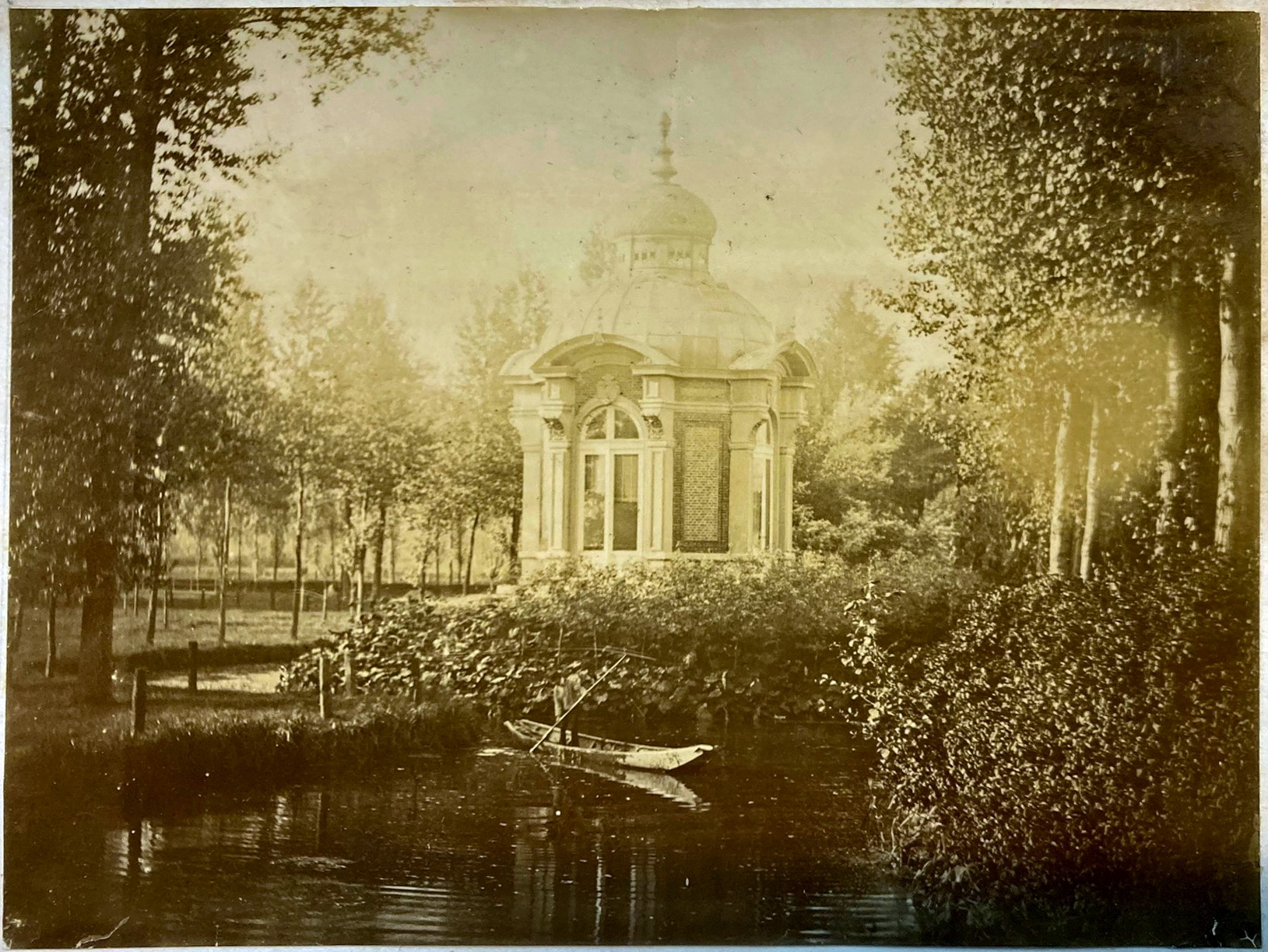
Theekoepel in de tuin van Villa Kanjel, ca. 1880-1910
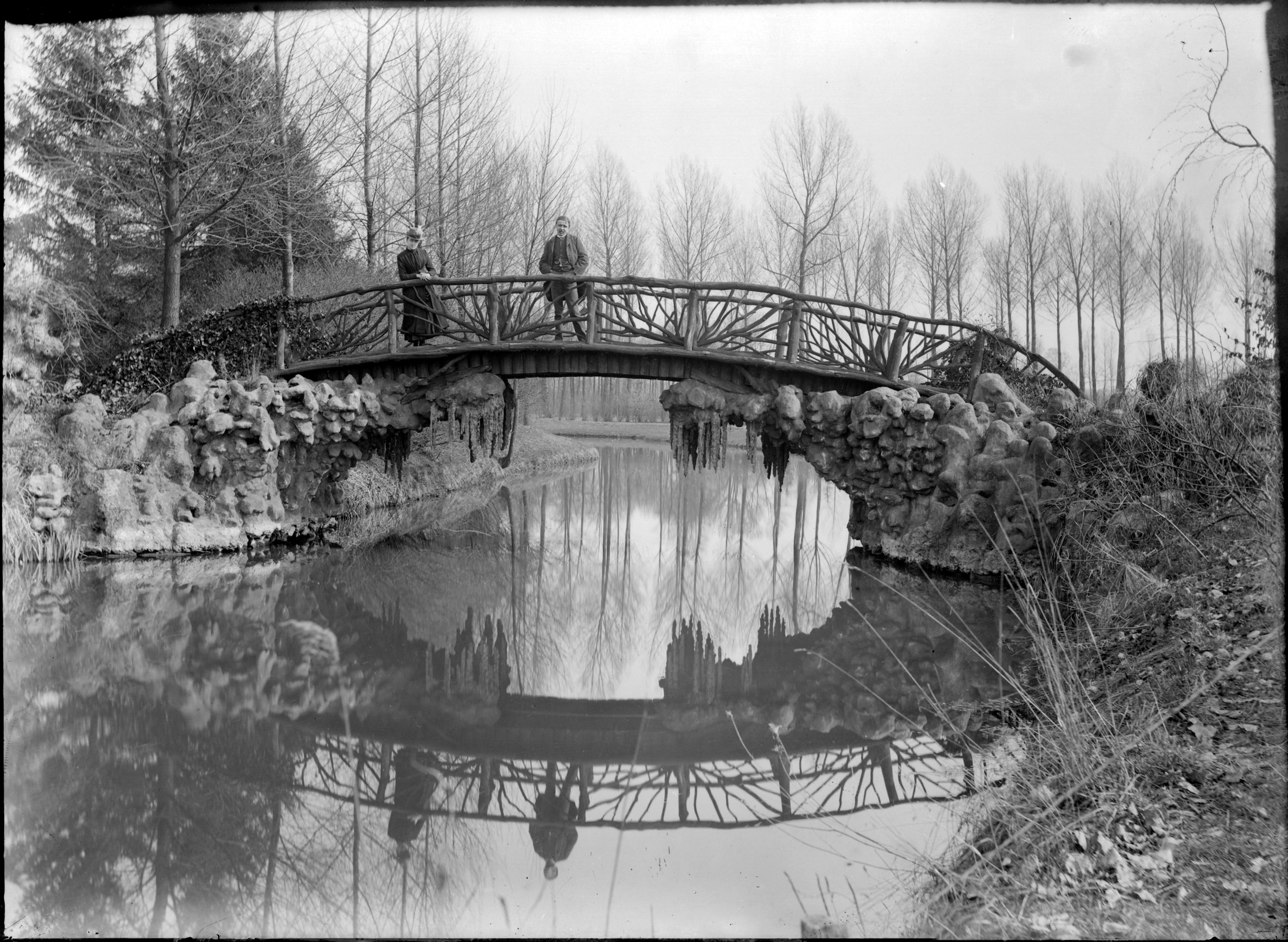
Bruggetje over de Kanjel, ca. 1880-1910

### Maatschappelijke bestemmingen
In maart 1941 werd Villa Kanjel geveild. De nieuwe eigenaar was de Duitse Nationalsozialistische Volkswohlfahrt (NSV), een in 1932 in Berlijn opgerichte welzijnsorganisatie, vanaf 1933 een partijorganisatie van de NSDAP. Tot de vele taken van de NSV behoorde het Hilfswerk Mutter und Kind, dat Arische vrouwen gedurende de zwangerschap en na de geboorte van het kind begeleiding bood. Op 1 mei 1941 hees de pas aangestelde hoofdzuster Emmi de hakenkruisvlag op de toren van Villa Kanjel. Het gebouw werd ingericht als Mütterheim, ook Müttererholungsheim genoemd, een kraamkliniek voorbehouden aan vrouwen van Duitse militairen en (Nederlandse) NSB-leden, onder beheer van de NSV.

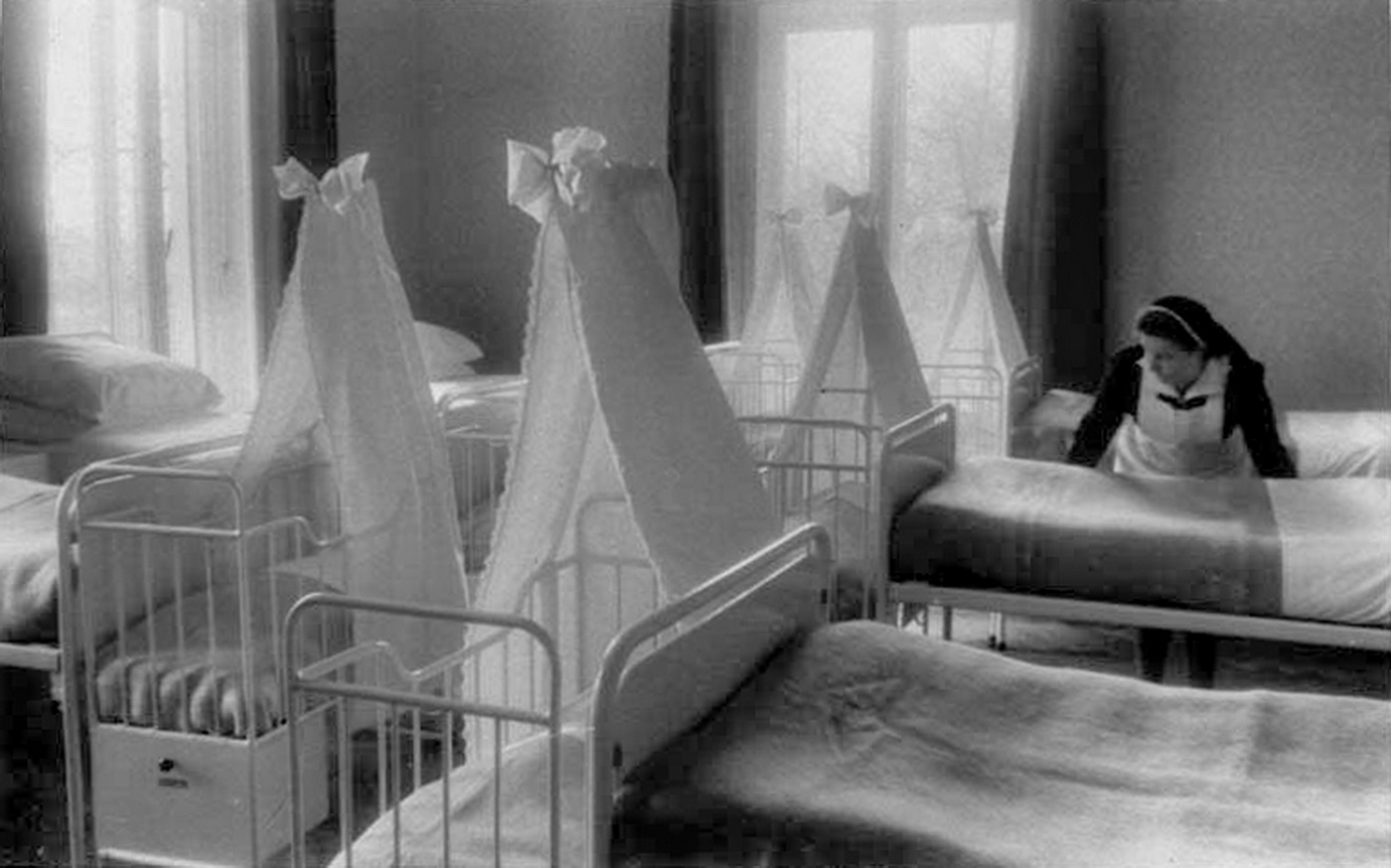
Kraaminrichting "De Kanjel" (1947-1950)

In april 1946 nam de gemeente Maastricht het pand voor 46.000 gulden over uit genaast vijandelijk vermogen, met de bedoeling om er een kraamkliniek voor armlastige moeders in te richten. Plannen voor een dergelijke inrichting bestonden reeds voor de oorlog. De villa werd in 1946-1947 voor ƒ 52.000 verbouwd en heringericht met o.a. twintig bedden, verdeeld over een zaal- en klasse-afdeling. Van 1947 tot 1950 beheerde het Burgerlijk Armbestuur de kraaminrichting "De Kanjel". Van 20 april 1947 tot 19 september 1950 werden in De Kanjel 1.452 baby's geboren, met een piek van bijna 500 in 1948. Er waren gemiddeld vijftien personeelsleden in dienst. Door de oplevering van het Ziekenhuis Sint Annadal werd de kraamzorg in De Kanjel overbodig.
In 1951 werd het gebouw verkocht aan de Dr. Poelsstichting, genoemd naar de priester-aalmoezenier Henri Poels (1868-1948). Vanaf dat jaar was er een rusthuis voor jonge moeders gevestigd, het R.K. Herstellingsoord "Dr. Poelsoord". Vanaf midden jaren 1970 werd het een gemengd herstellingsoord. In deze periode verschoof het accent geleidelijk van een op lichamelijk herstel gerichte behandeling naar psychosociale hulpverlening. Halverwege de jaren 1980 verbleven er jaarlijks zo'n vierduizend mensen met psychosociale problemen. In 1987 dreigde sluiting in verband met bezuinigingen. Vanwege die dreigende sluiting fuseerde de instelling in 1990 met de Venlose Mutsaersstichting, waarbij de naam gehandhaafd bleef. De gemeente Maastricht bleef tot 1994 eigenaar van Villa Kanjel. In dat jaar werd het landgoed gerestaureerd en verkocht aan de Mutsaersstichting, die het in 1996 doorverkocht aan het psycho-medisch streekcentrum Vijverdal, het latere Mondriaan GGZ. Per 1 januari 2012 kwam een einde aan de klinische behandeling van patiënten in het Dr. Poelsoord. Vanaf dat moment werd nog slechts ambulante zorg verleend.

### Zoektocht naar nieuwe bestemming

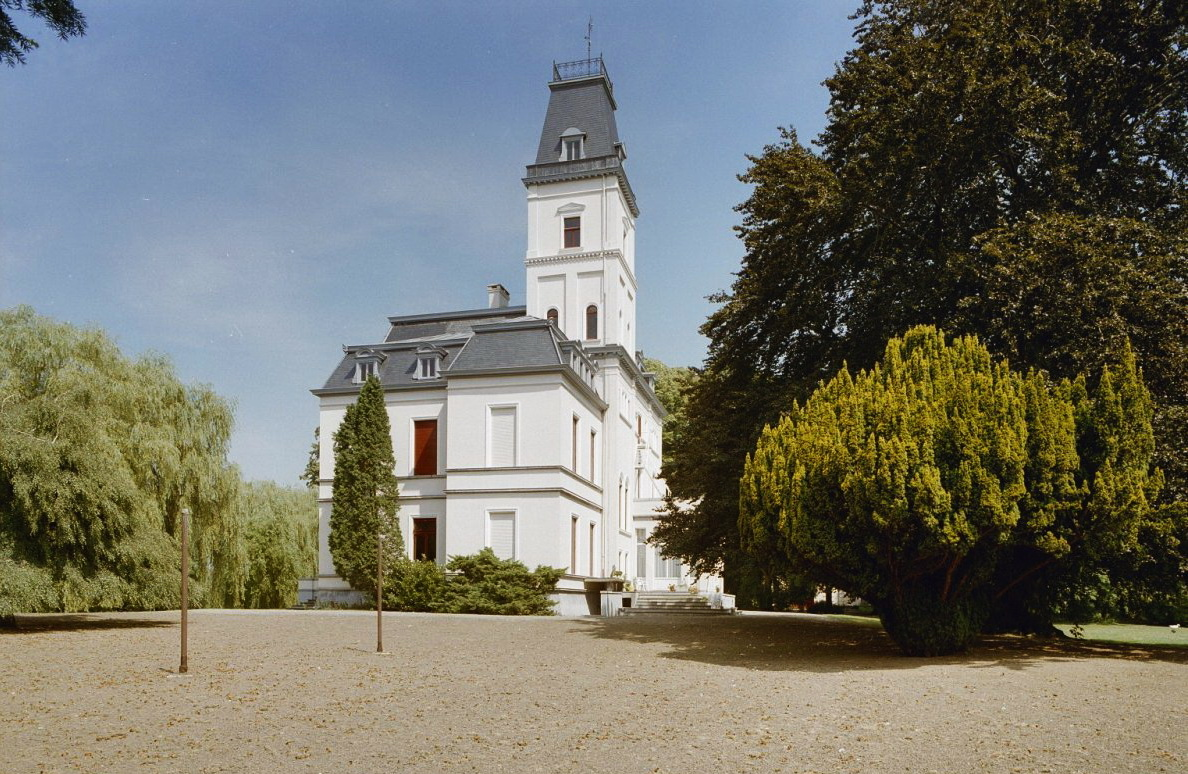
Herstellingsoord "Dr. Poelsoord" (1995)

Ondanks het intensieve gebruik door de jaren heen, verkeerde de villa aan het begin van de 21e eeuw in redelijke staat. Ook het park was al die jaren redelijk onderhouden. Wel was de situering van het landgoed door allerlei ontwikkelingen minder idyllisch geworden dan tot het midden van de twintigste eeuw het geval was geweest. In de jaren 1950 werd de woonwijk Nazareth sterk uitgebreid, waardoor de stedelijke bebouwing het landgoed tot op enkele tientallen meters naderde. In 1960 werd tussen Meerssen en Maastricht de rijksweg 2 (A2) opengesteld, een van de eerste delen van de snelweg die in Limburg gereedkwamen. De weg loopt aan de oostkant pal langs langs de tuinen van La Grande Suisse en Villa Kanjel. Aan de westzijde werd in de jaren 1960 en 1970 het industriegebied Beatrixhaven aangelegd, waardoor de rust en de sfeer van het landgoed nog meer verstoord raakte. De samenhang met andere landgoederen ging hierdoor deels verloren. Kort na 2000 werd de Landgoederenzone Maastricht-Meerssen opgericht om de samenhang in het gebied te herstellen. Vanaf 2008 werd de samenwerking uitgebreid met Valkenburg aan de Geul, waarmee het Buitengoed Geul & Maas ontstond. Binnen dit gebied neemt het deelgebied Mariënwaard een centrale plaats in als verbindingsstuk tussen stad en platteland.

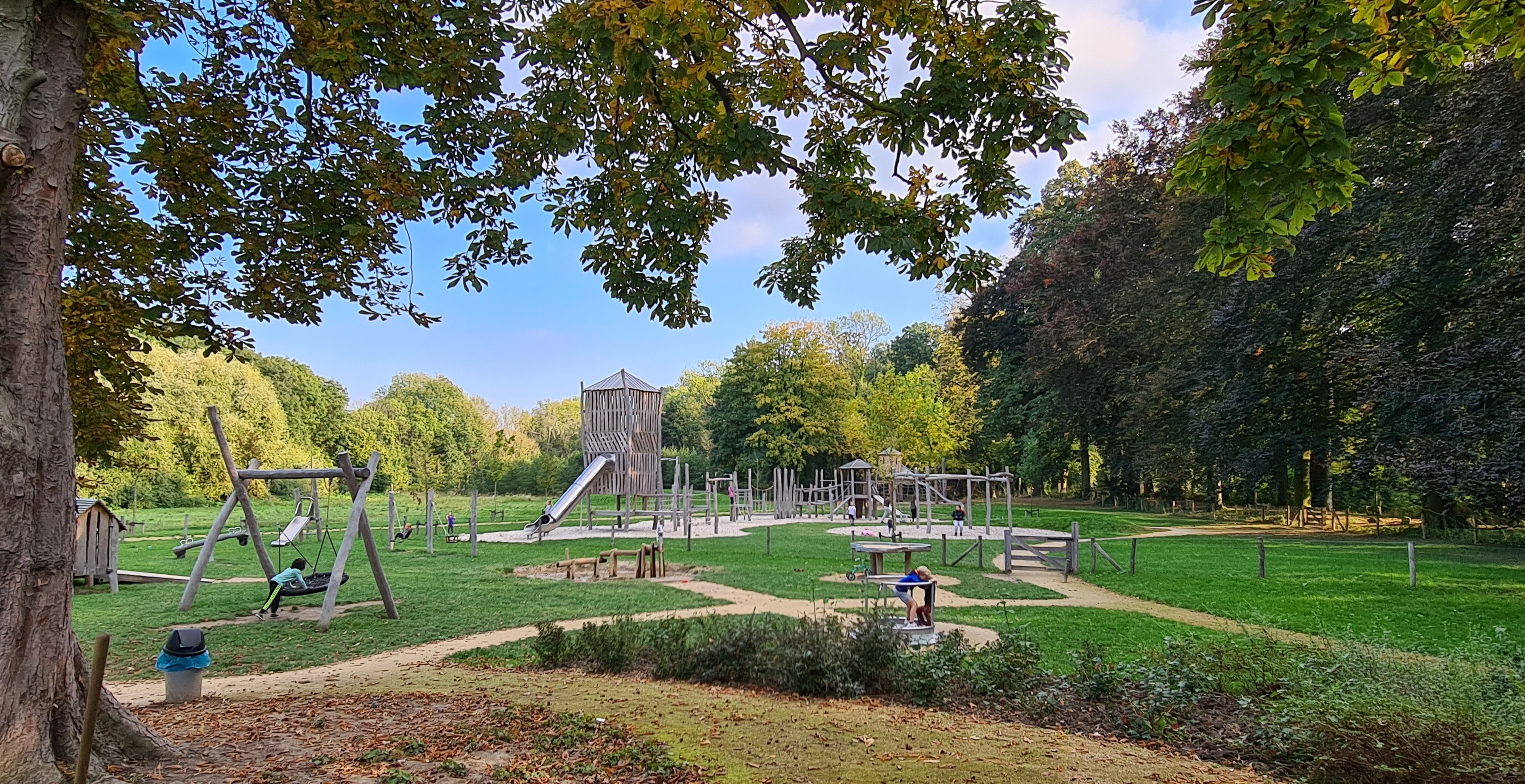
Speeltuin bij het koetshuis (2021)

Omstreeks 2014 had Villa Kanjel een tijdelijke culturele bestemming, in afwachting van een definitieve bestemming. In 2015 kocht de gemeente het landgoed terug van Zorggroep Mondriaan, in de hoop sneller een koper voor het pand te vinden. In hetzelfde jaar werd een bouwhistorisch onderzoek uitgevoerd. Een jaar later werd in opdracht van de gemeente een inventarisatie van de mogelijkheden voor een duurzame herbestemming uitgevoerd. Eveneens vanaf 2016 konden partijen via een tender inschrijven met hun plannen. De gemeente verkocht daarna het landgoed aan het ondernemersechtpaar Van Rijn-Arends. In 2019 werd bekend dat er een familiehotel in het pand gevestigd zal worden. Het hotel zal onder meer voorzien zijn van een kinderspeelkamer, een filmkamer en een speeltuin. Het koetshuis is in 2019 verbouwd tot woonhuis van de eigenaren. In een serre-achtig bijgebouw is een keuken ondergebracht, die bedoeld is voor het terras van buitenbistro "The Green House". Naast het koetshuis ligt een speeltuin, een trapveldje en een hondenlosloopveld. Door de coronapandemie en door verborgen gebreken aan het hoofdgebouw liep het project vertraging op. Eind 2022 werd begonnen met een cascorestauratie  van de villa, waarbij onder andere het dak werd vernieuwd en alle 94 kozijnen werden gerestaureerd. In 2023 werd bekend dat Buitenplaats Vaeshartelt de exploitatie van een deel van het hoofdgebouw zou overnemen. Sinds 2024 is op de begane grond een exclusieve feestlocatie gevestigd, Villa Delbrock genaamd.

## Beschrijving

### Exterieur

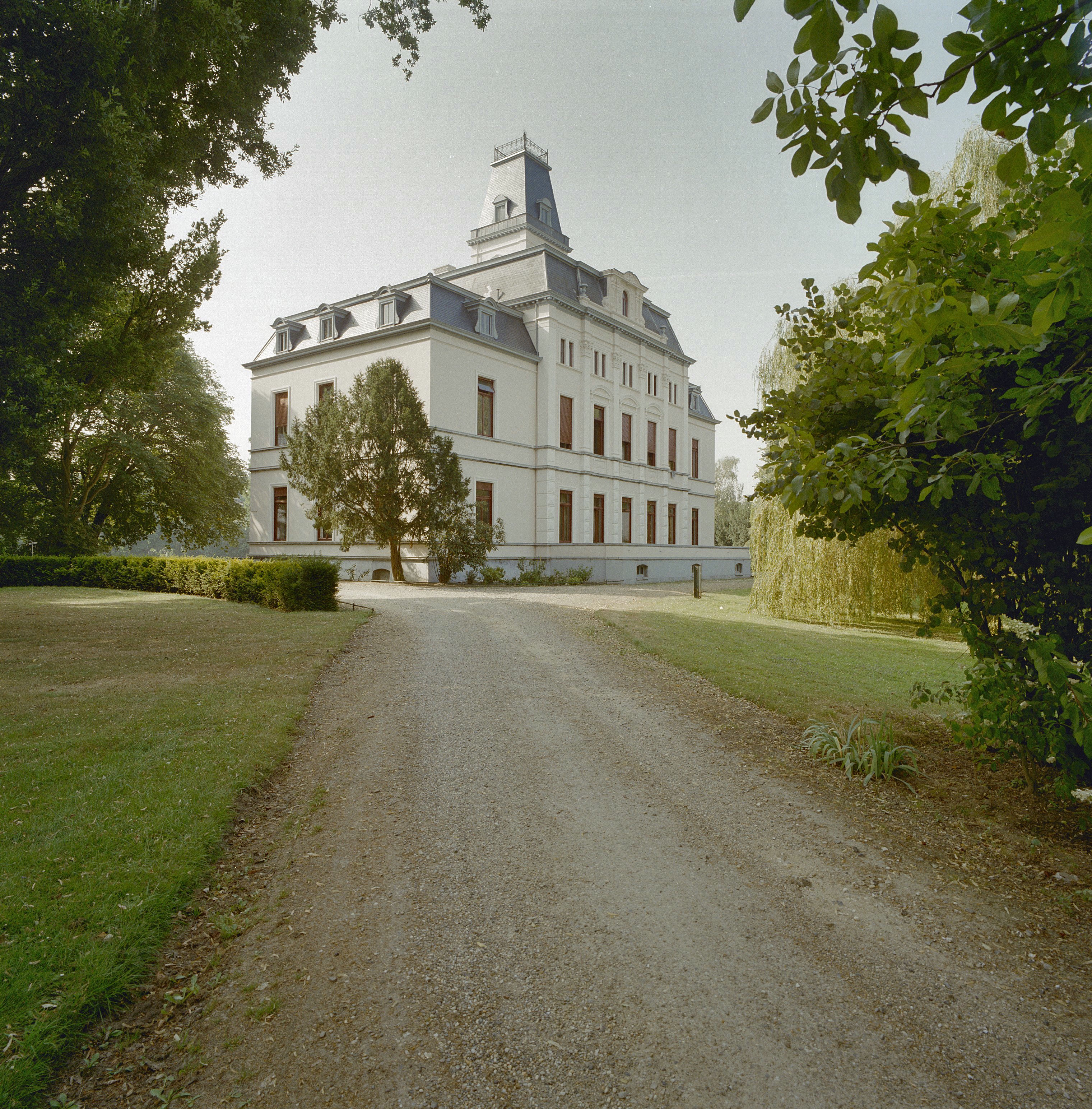
Zij- en voorgevel vanuit het noorden (1995)

Villa Kanjel dateert grotendeels uit 1880 en is een ontwerp van Wilhelm Wickop (1824-1908). De architect verbouwde het bestaande hotel-restaurant La Petite Suisse uit 1860, dat mogelijk eveneens door hem ontworpen was, tot een riant woonhuis. Het middelste bouwdeel van de villa behoort tot de bouwmassa uit 1860. Ter plaatse van de huidige rechter aanbouw stond een achthoekig torentje, waarvan onder de vloer nog funderingsresten zijn teruggevonden. De linker aanbouw is waarschijnlijk geheel nieuw gebouwd op de fundering van het oudere bouwwerk. Bij de verbouwing in 1880 werd de hoofdentree verplaatst van de voorzijde naar de achterzijde. Daarna bleef het exterieur van het gebouw lange tijd min of meer ongewijzigd. Het terras aan de achterkant werd in 1951 overkapt, waardoor hier een grote serre ontstond. Bij een renovatie in 1994 kregen de gevels hun oorspronkelijke kleurstelling terug.
Het landhuis heeft een rechthoekig grondplan met witgepleisterde gevels, met leisteen gedekte schilddaken en een vijf etages tellende toren met een hoog opgaand leien dak, bekroond met een smeedijzeren hekwerkje. Het exterieur wordt gekenmerkt door hardstenen plinten met segmentboogvormige souterrainvensters, gepleisterde gevels met stucwerkornamenten en dorpel- water- en kroonlijsten. De dakkapellen zijn voorzien van houten rondboogfrontons en klauwstukken. Het hogere middendeel van de symmetrische voorgevel wordt geleed door lisenen, voorzien van cannelures en bekroond met Korinthische kapitelen. Boven de drie middelste vensters op de eerste verdieping zijn gestucte segmentbogige frontons aangebracht.

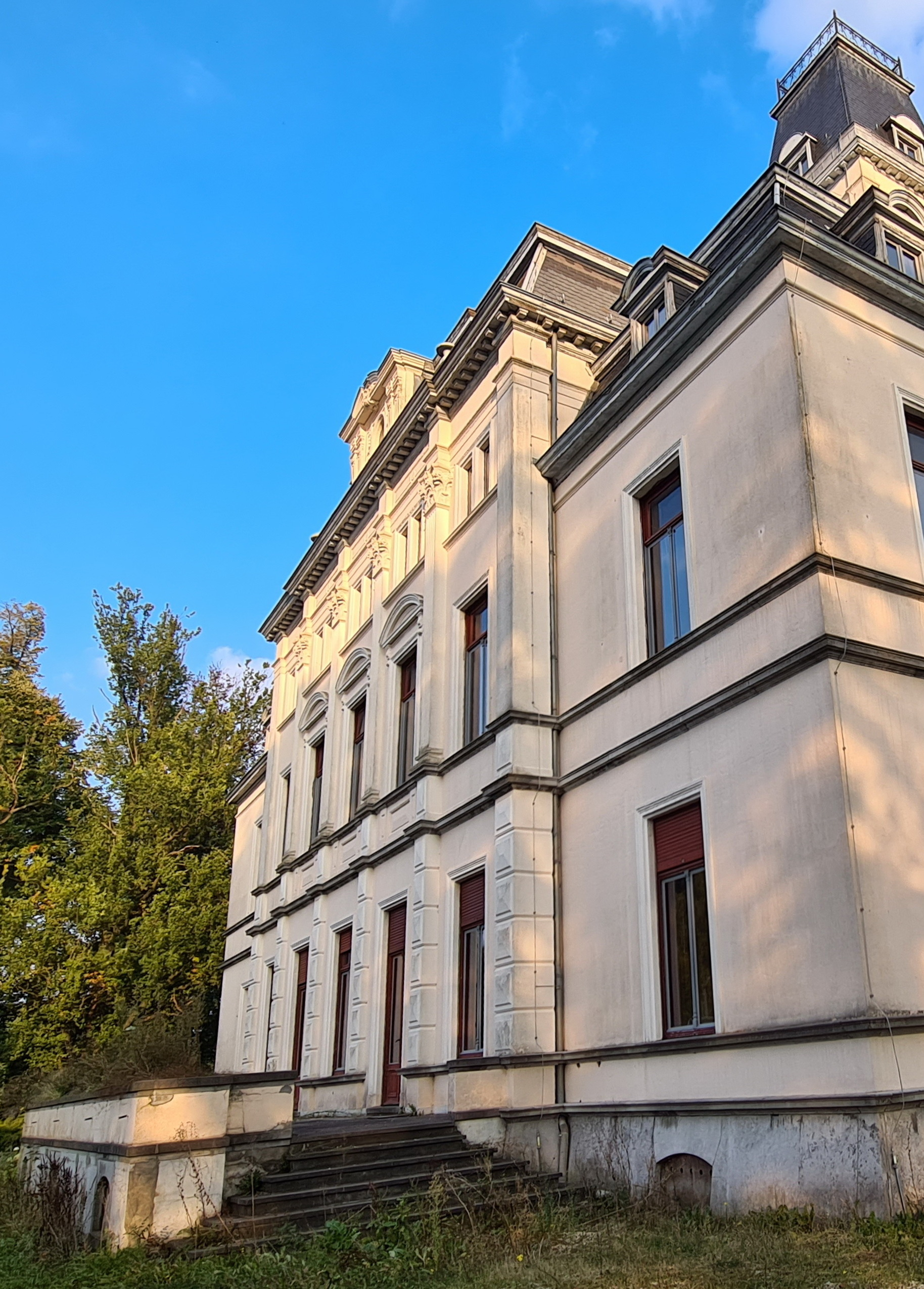
Voorgevel vanuit het westen
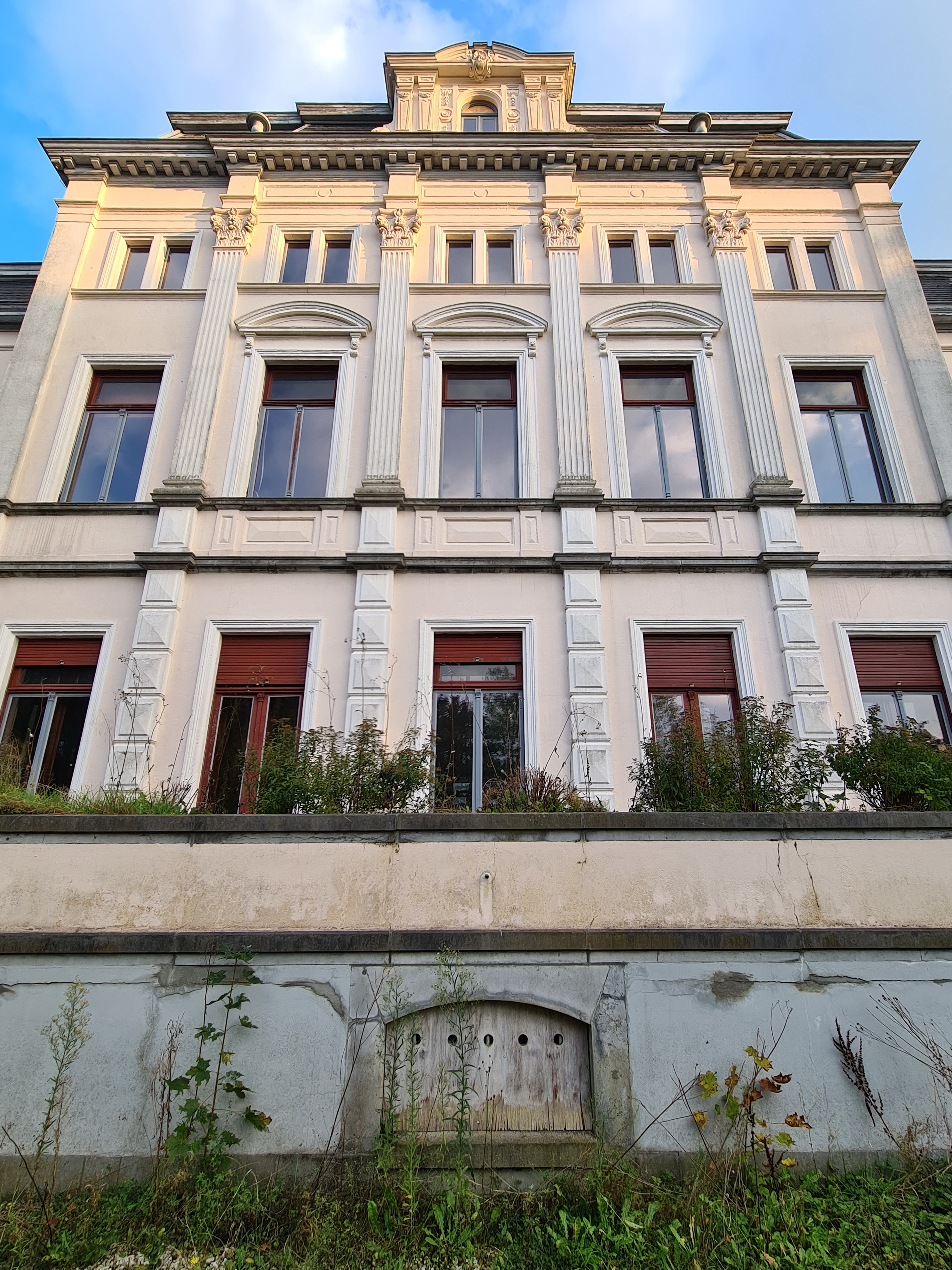
Middendeel voorgevel
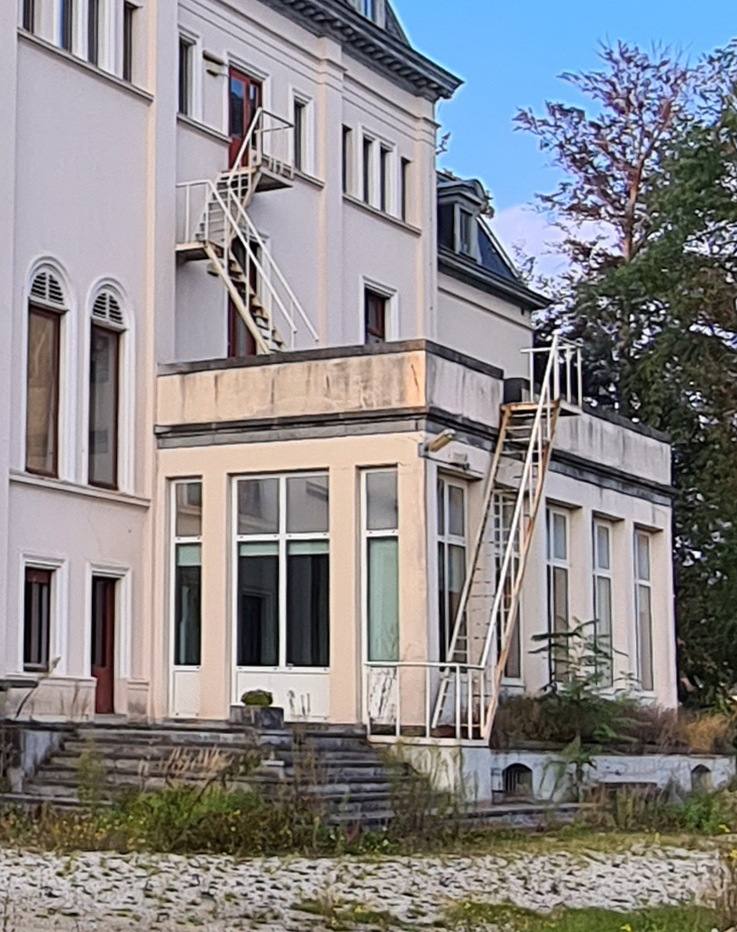
Detail achtergevel met serre
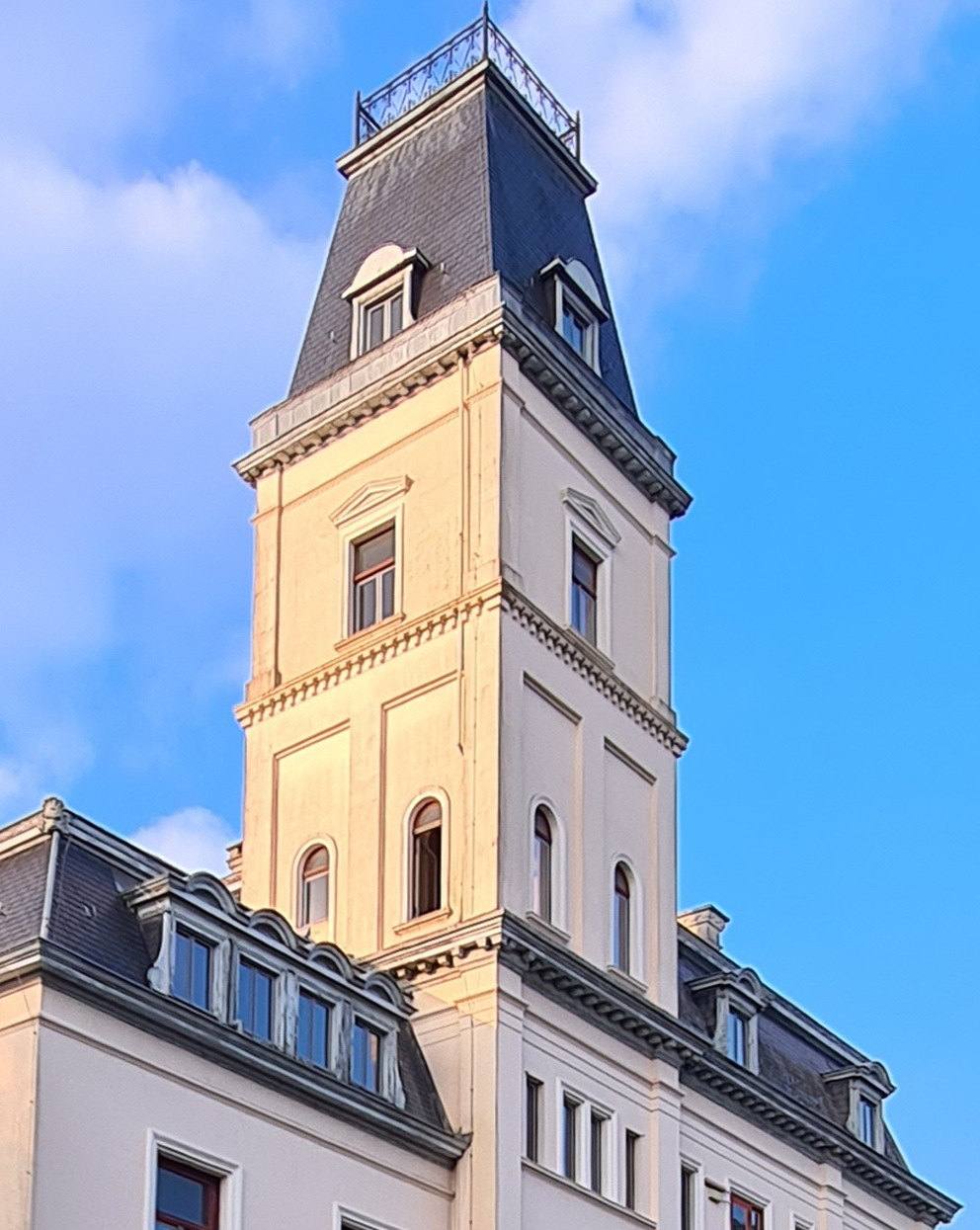
Toren vanuit het zuiden

### Interieur
Het interieur van Villa Kanjel is in hoofdzaak intact gebleven. Het souterrain heeft bakstenen tongewelven. De vloeren bestaan hier uit klinkerbestrating. Op de begane grond trekt de centrale hal de meeste aandacht met een neoclassicistische (of neo-empire) vormgeving, marmeren vloeren, stucplafonds en een kristallen kroonluchter. De eetzaal heeft witmarmeren schoorsteenmantels, een eiken parketvloer en lambriseringen, gestucte consoles en een stucplafond. In de keuken is de tegelvloer en haardpartij van belang. Het interieur van de bovenverdiepingen is relatief sober. Er bevinden zich eiken paneeldeuren. Op de eerste verdieping is in het verleden (1946?) een kapelruimte ingericht. De stalen kozijnen met glas-in-loodvensters (Frans Griesenbrock, 1966) zijn in 1994 verplaatst naar een aangrenzende ruimte en naar de zolder.

Interieurfoto's door Paul van Galen, Rijksdienst voor de Monumentenzorg, 1995
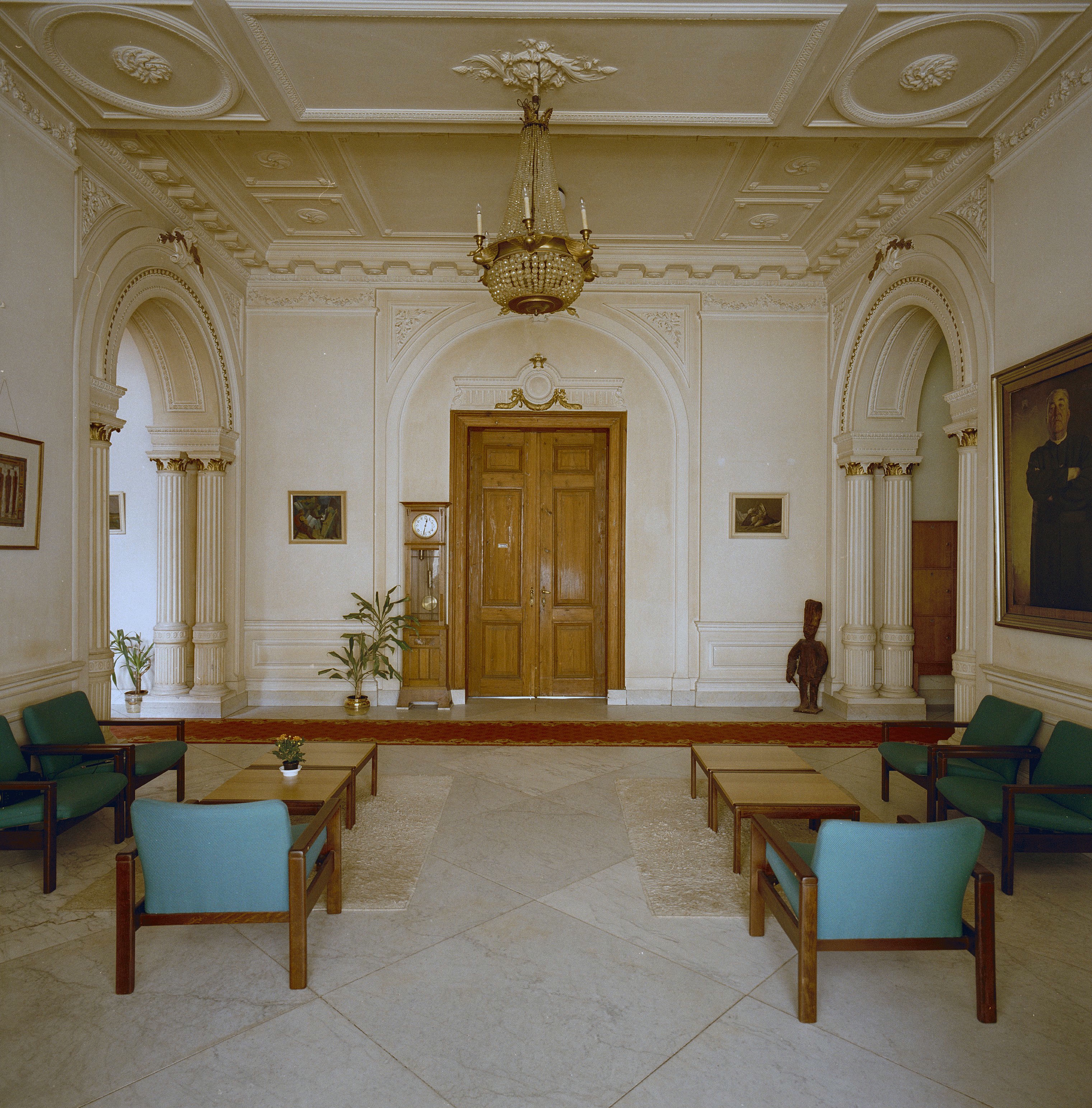
Centrale hal met neoclassicistisch stucwerk
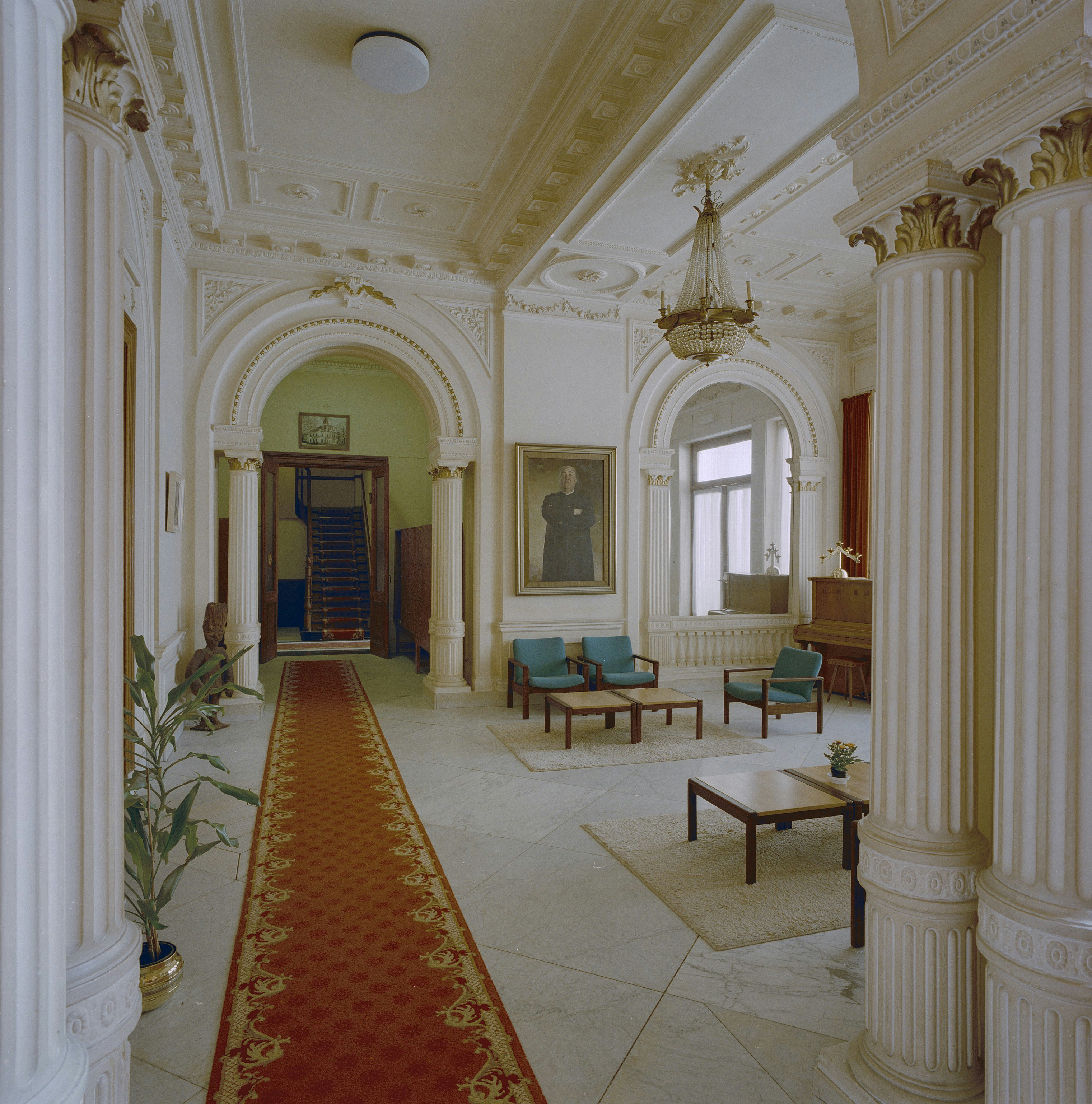
Idem, gezien naar het noordoosten
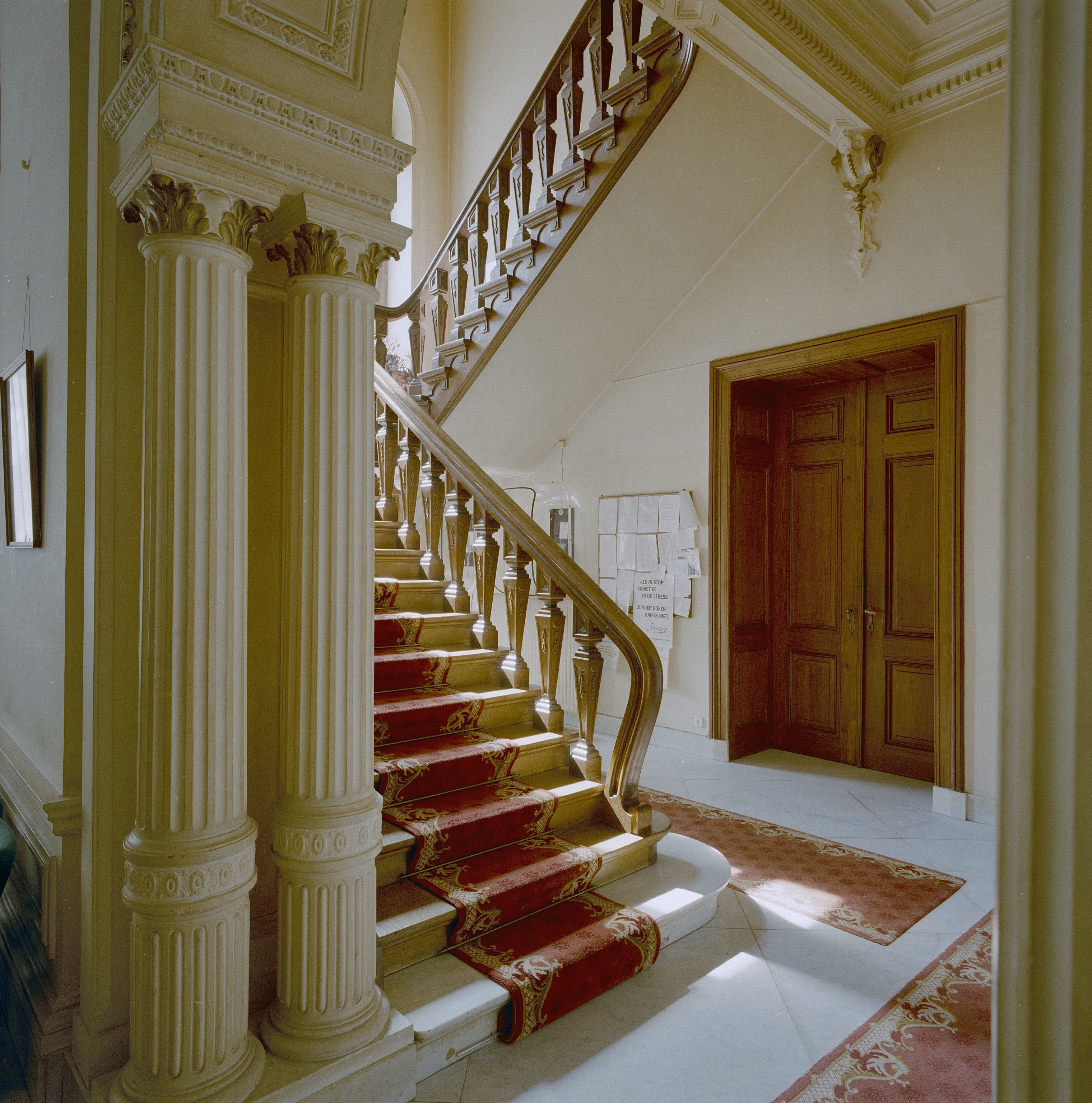
Trappenhuis met balustertrap en eiken paneeldeuren
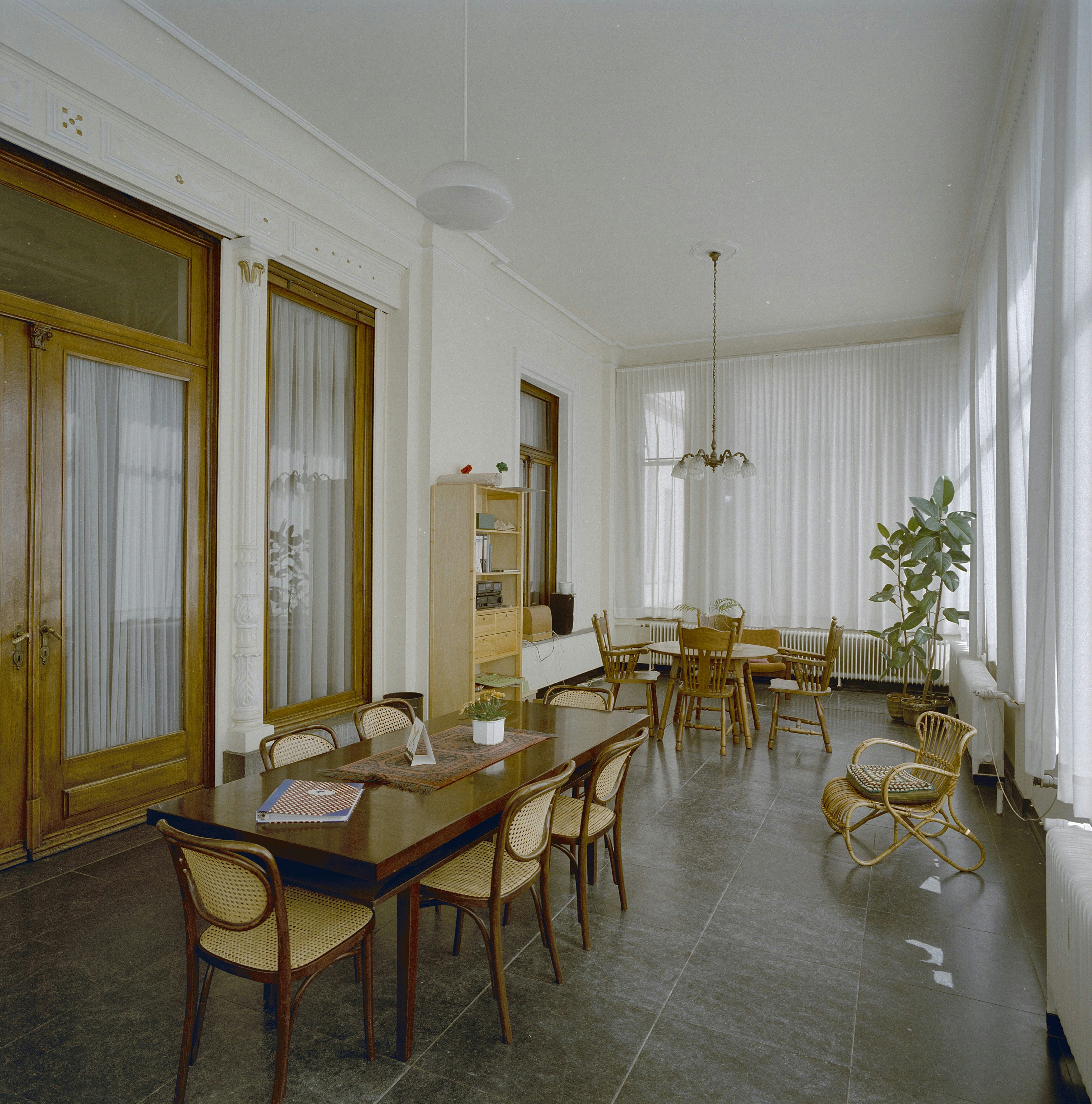
Later aangebouwde serre

### Tuin
De Engelse landschapstuin van circa 5,8 hectare werd omstreeks 1860 aangelegd naar een ontwerp van de Duits-Belgische landschapsarchitect Jean Gindra (1788-1867) en is in hoofdlijnen bewaard gebleven. In 2019-2020 is door het Maastrichtse Bureau Verbeek een ontwerp gemaakt voor het herstel van de tuin en de toevoeging van enkele elementen die passen bij de nieuwe bestemming van familiehotel.

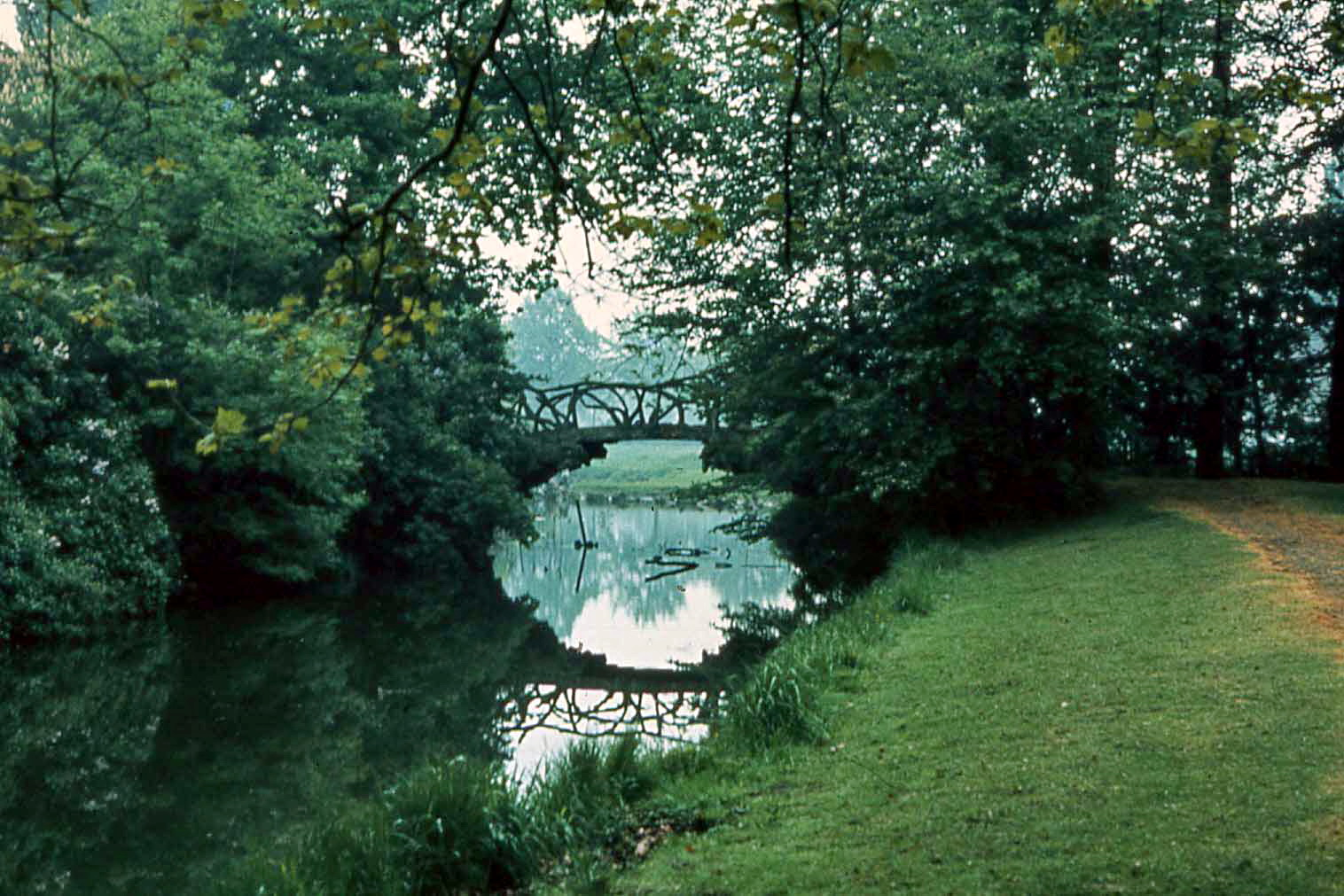
Faux bois-bruggetje in het park, 1976

Het noordwestelijke parkdeel omringt het hoofdgebouw. Dit gedeelte bestaat uit een grote parkweide, die wordt doorsneden door slingervijvers en bochtige paden. Dominante elementen zijn de oprijlaan aan de voorzijde en de grote vijver aan de achterzijde van de villa. De oprijlaan valt deels samen met de beukenlaan, een rechte laan met aan weerszijden een rij beuken, die de centrale as van het park vormt. De vijvers en waterlopen in en langs het park zijn aftakkingen van de Kanjel. Tussen de villa en de grote vijver staat een rode beuk met een omtrek van ruim 6 m. De hoogste boom (37,8 m) is een Canadese populier, die midden in het park staat. Verder zijn er boomgroepen en solitairen van onder andere rode beuk, rode berk, es, kastanje, plataan, moerascypres, zwarte populier en diverse heesters. Door gebrek aan onderhoud heeft dit deel van het park in recente jaren een bosachtig karakter gekregen.
Het achterste, zuidoostelijke parkdeel, dat doorloopt tot aan de snelweg A2, is vanouds bosachtig. Aan de noordzijde wordt dit deel doorsneden door de beukenlaan, die zich hier voortzet als een breed bospad. De laan vormde ooit de verbindingsweg met het dorp Amby, maar deze relatie is door de aanleg van de A2 verloren gegaan. Daarnaast zijn er diverse slingerpaden. Verspreid door het park bevindt zich een drietal bruggen met smeedijzeren of cementrustieke (faux bois) leuningen uit circa 1900, die anno 2023 allemaal in slechte staat verkeren. Een op oude foto's afgebeelde neoclassicistische theekoepel op een eilandje is geheel verdwenen. De nog bestaande elementen, evenals de tuinaanleg zelf, genieten bescherming als rijksmonument. De beukenlaan is tevens een gemeentelijk monument.

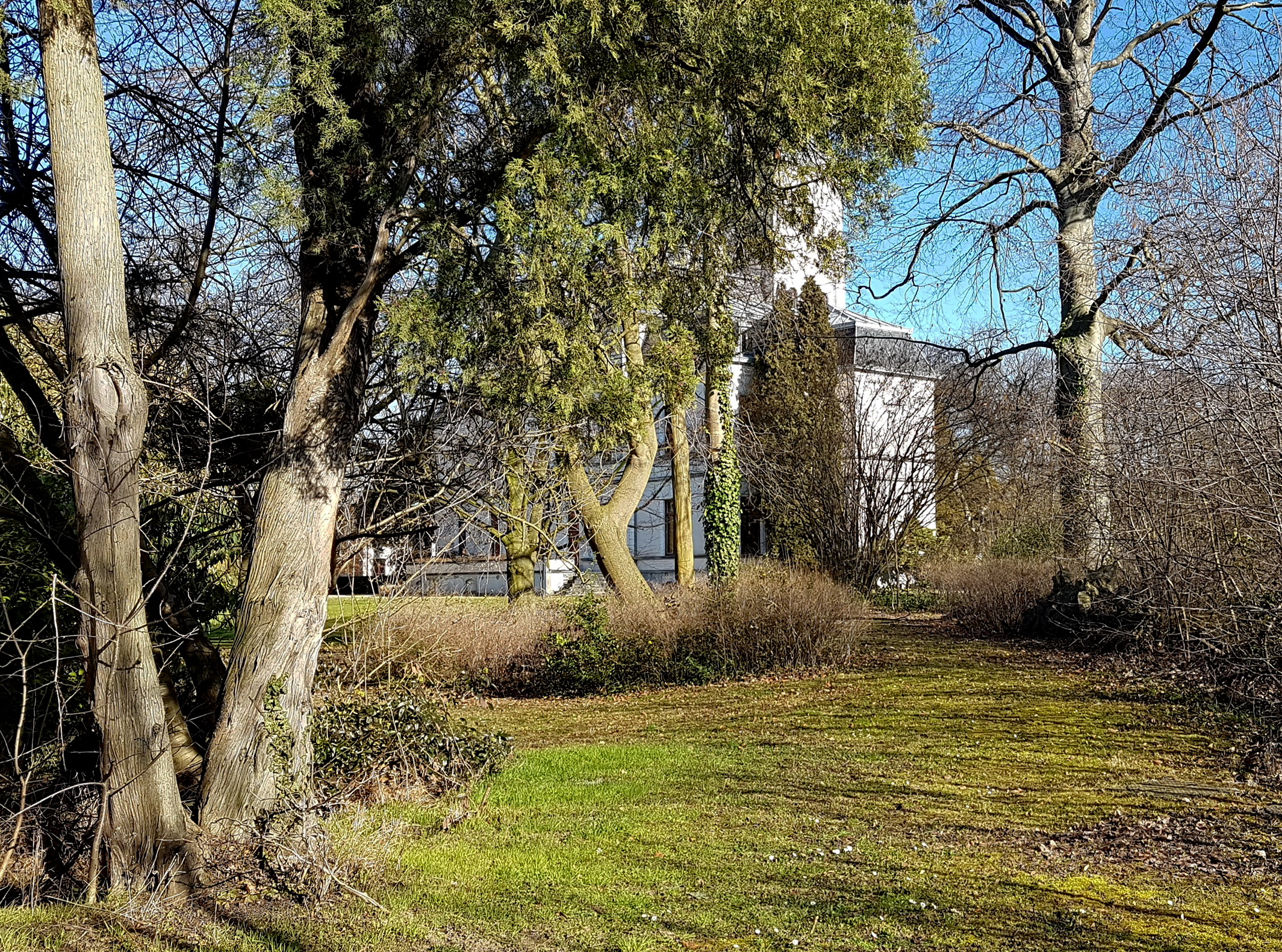
Verwaarloosde voortuin
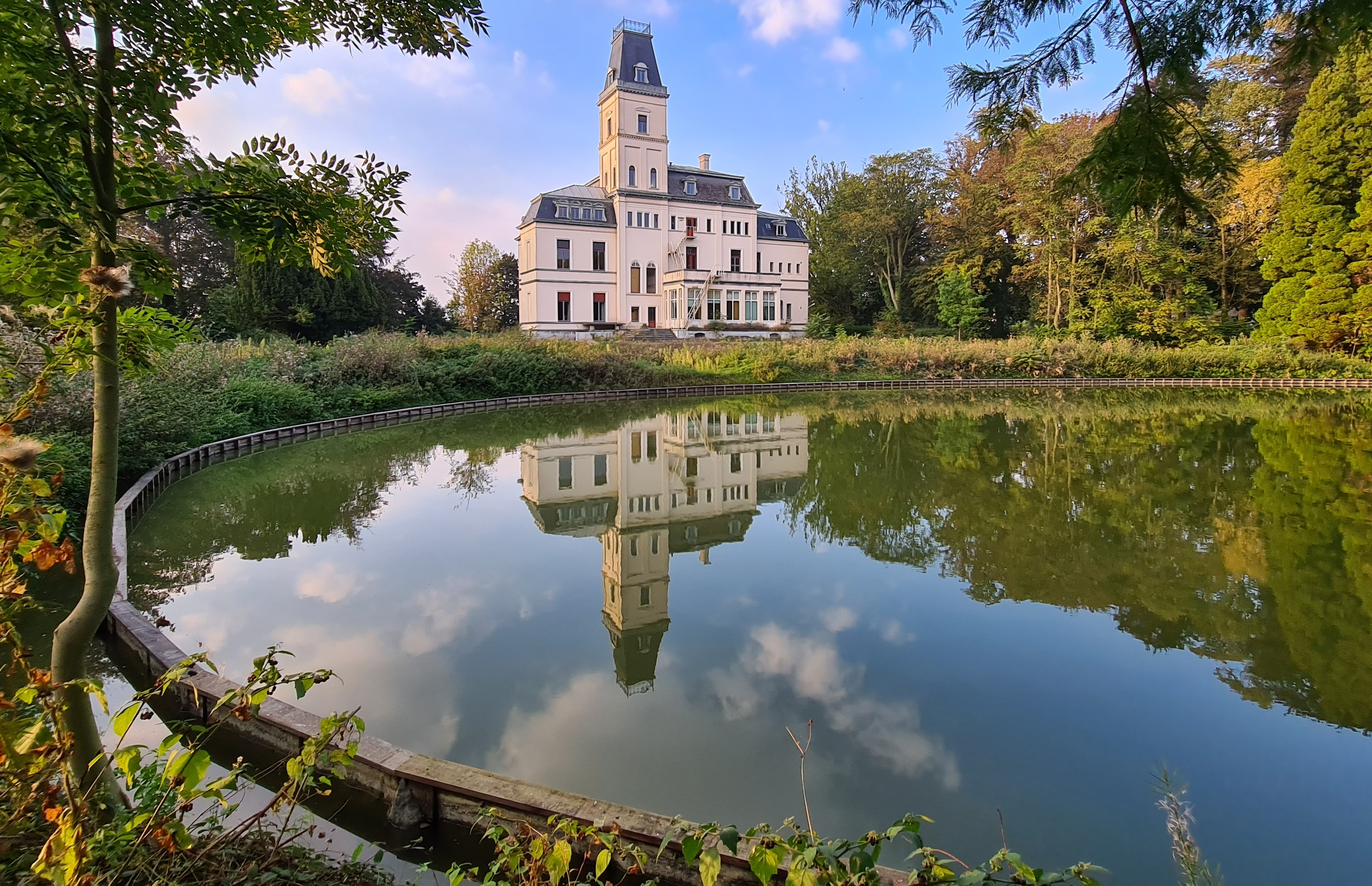
Grote vijver
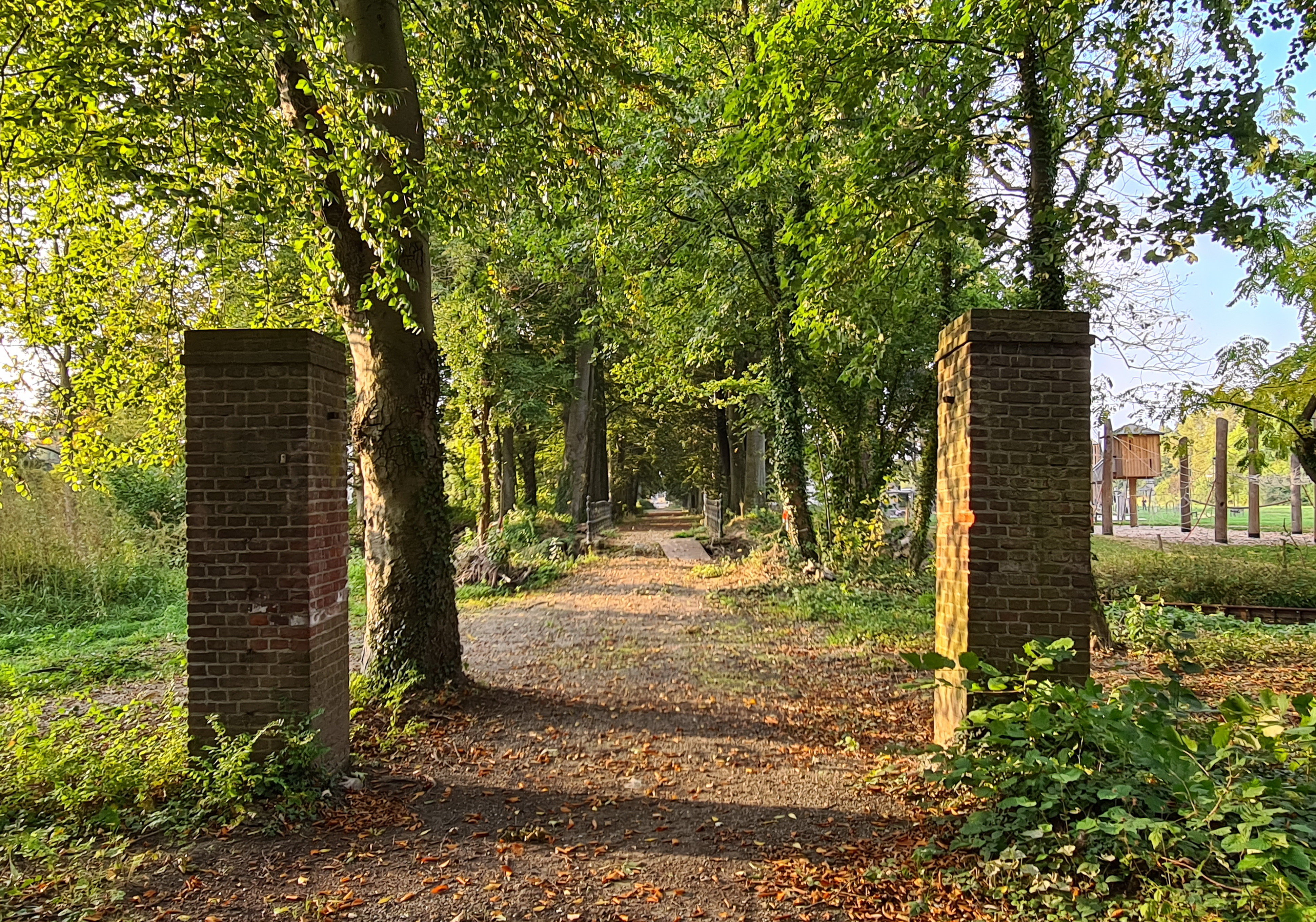
Centrale as in het bos
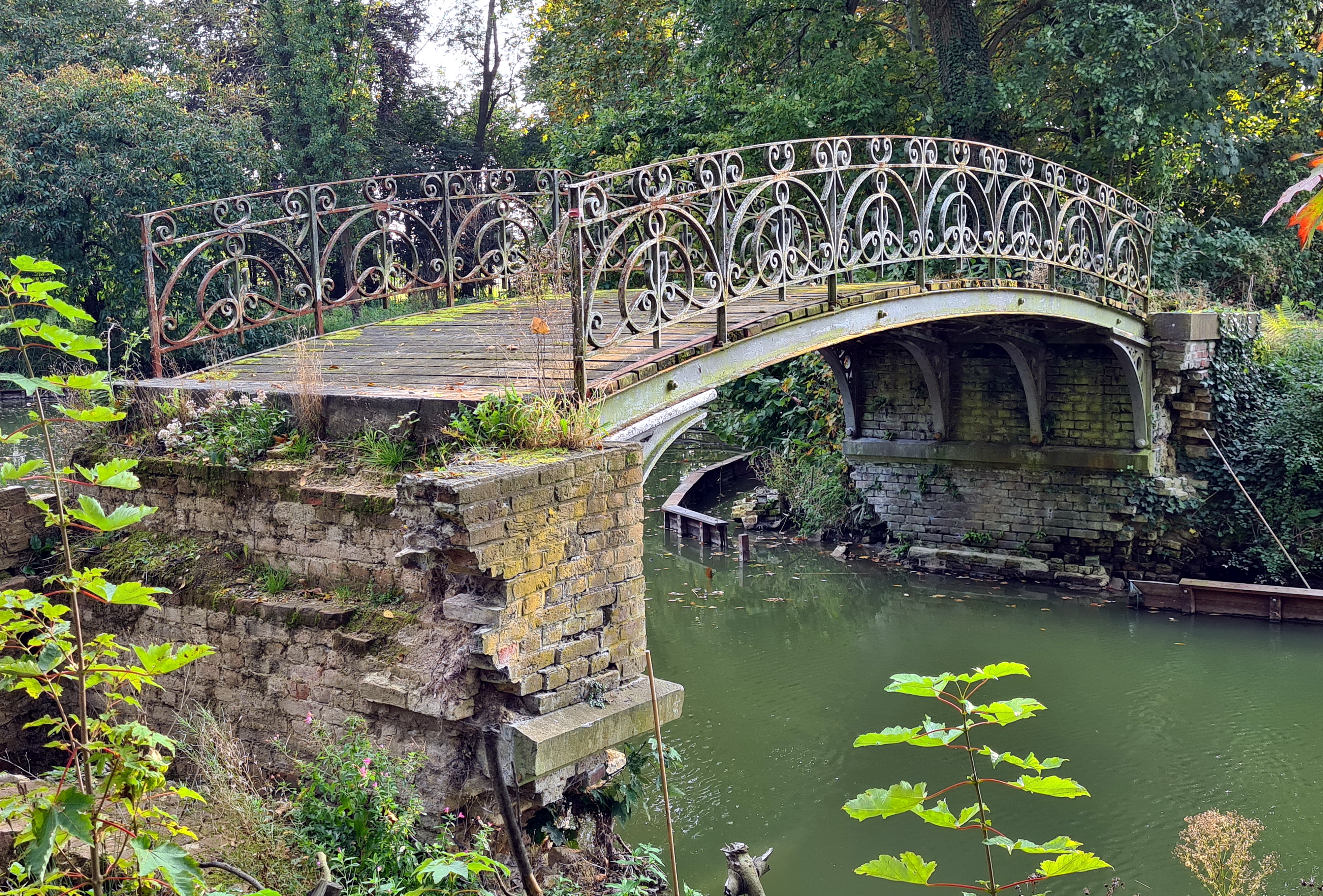
Vervallen bruggetje

### Hekpijlers, koetshuis
Het park wordt van noordwest tot zuidoost doorsneden door de beukenlaan. Aan de straatzijde staan mergelstenen hekpijlers met daartussen een smeedijzeren hekwerk. Iets verder naar het zuiden staat een min of meer identiek paar. Ter linkerzijde van de oprijlaan ligt een koetshuis dat oorspronkelijk twee koetsierswoningen, een garage en paardenstallen bevatte. Het heeft een U-vormige plattegrond en een afgeplat mansardedak. De bakstenen gevels zijn wit geschilderd. De versiering bestaat uit geblokte hoeklisenen en eveneens geblokte deur- en vensteromlijstingen. Het gebouw uit 1880 is in 1994 gerenoveerd, waarbij sommige details verloren zijn gegaan. In 2019 is het verbouwd tot woonhuis. Het koetshuis is een rijksmonument. Het restant van de aan de noordzijde aangebouwde stallen is niet beschermd.

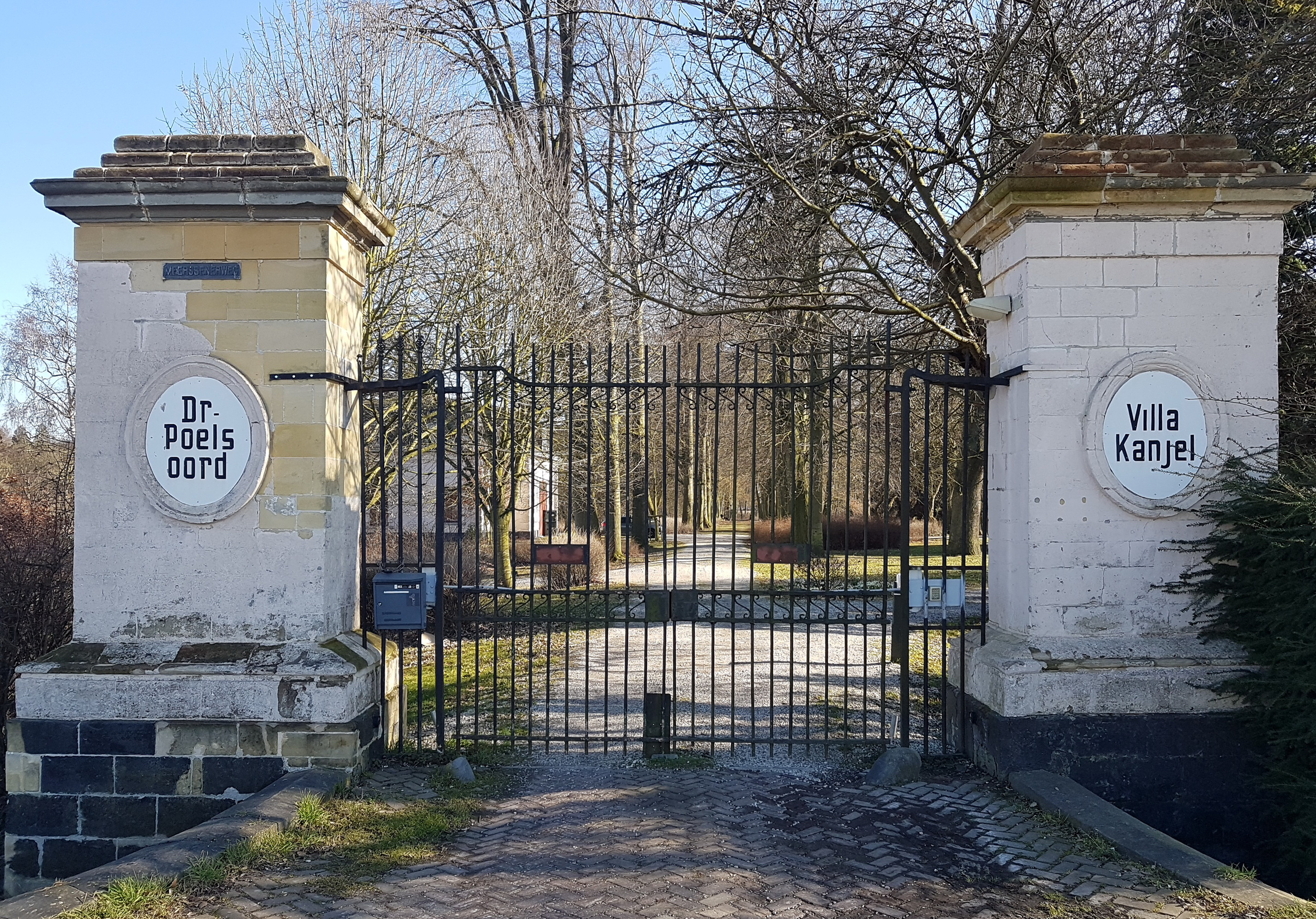
Hekpijlers en oprijlaan
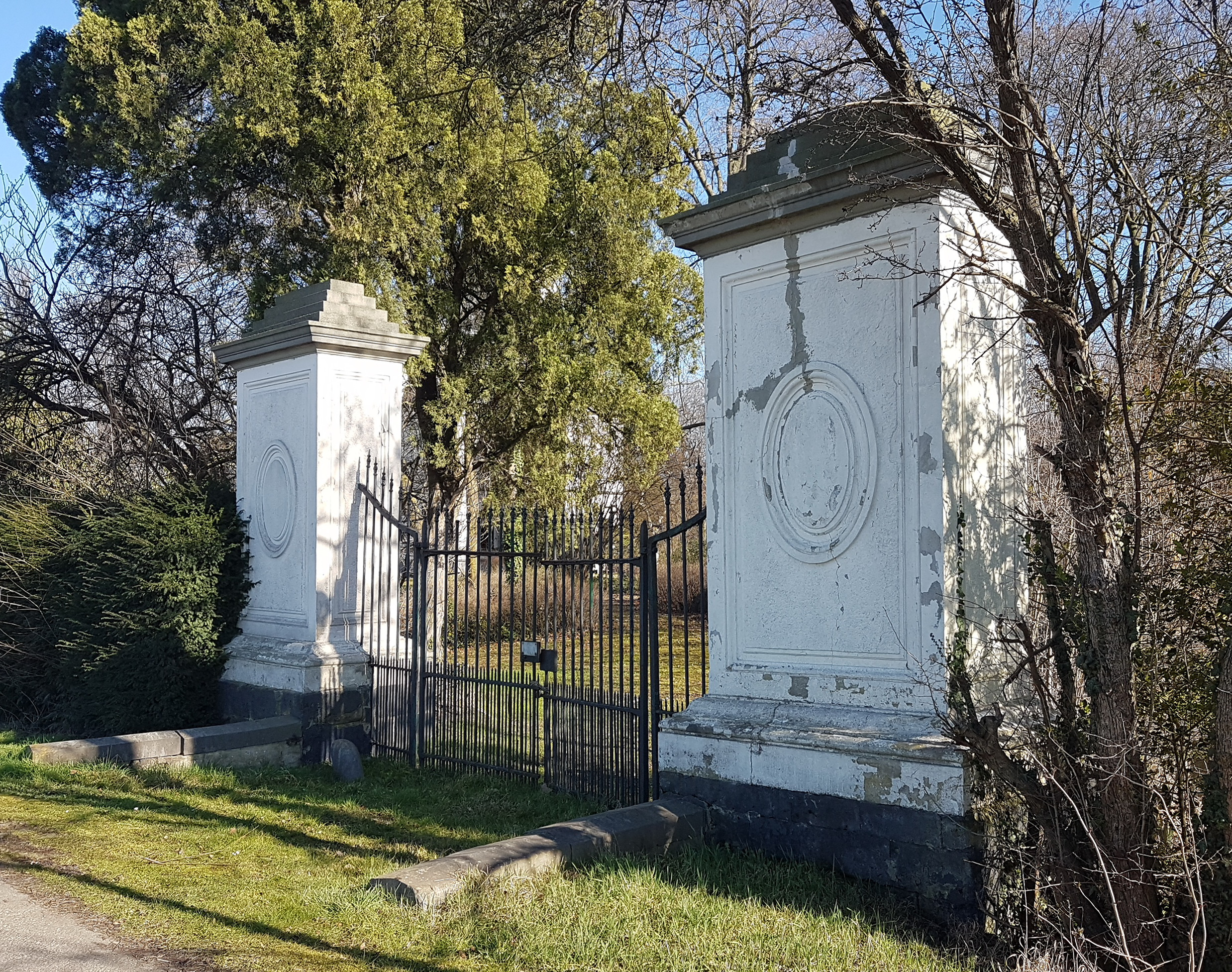
Zuidwestelijke pijlers
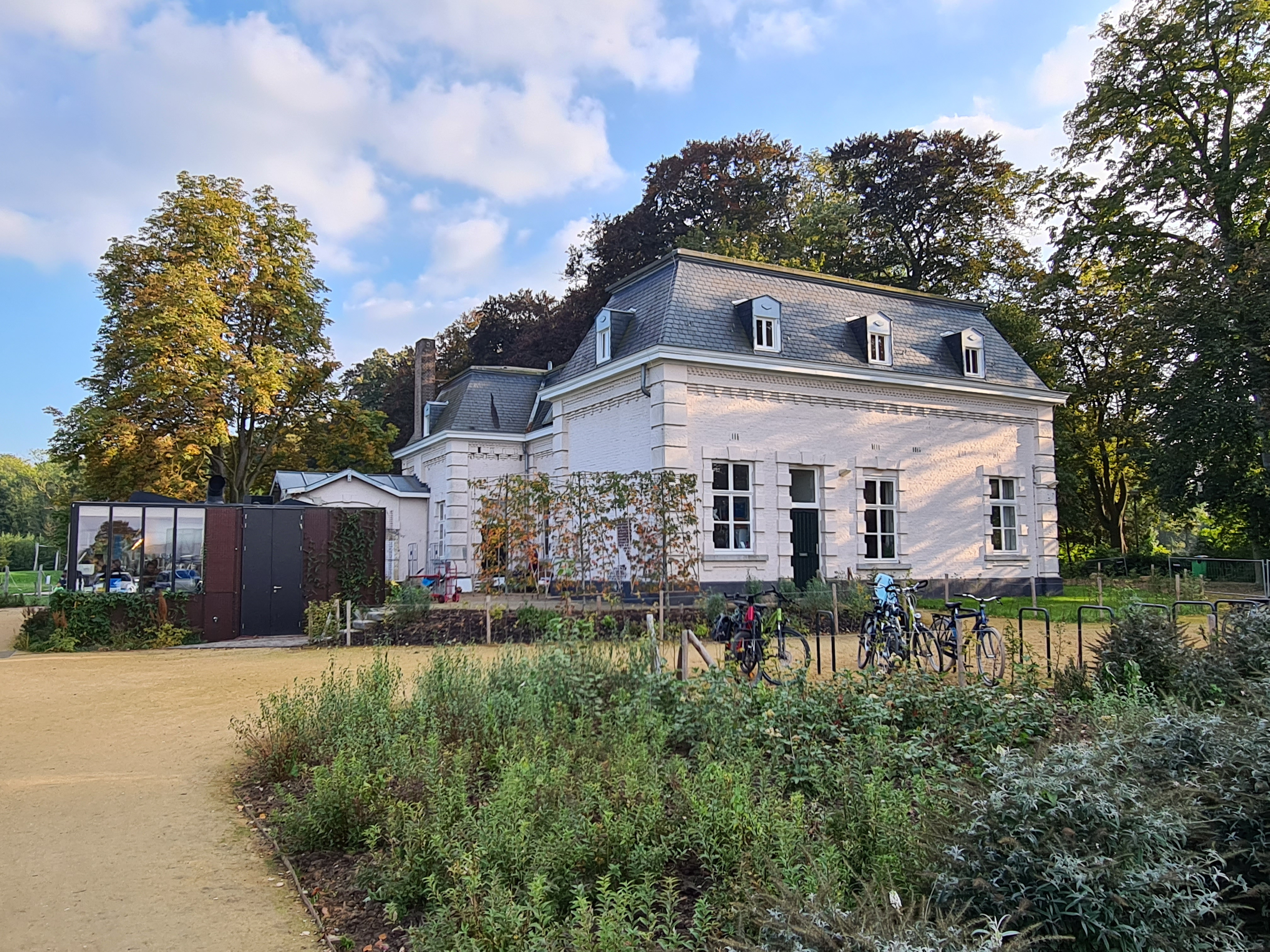
Koetshuis, noordwestaanzicht
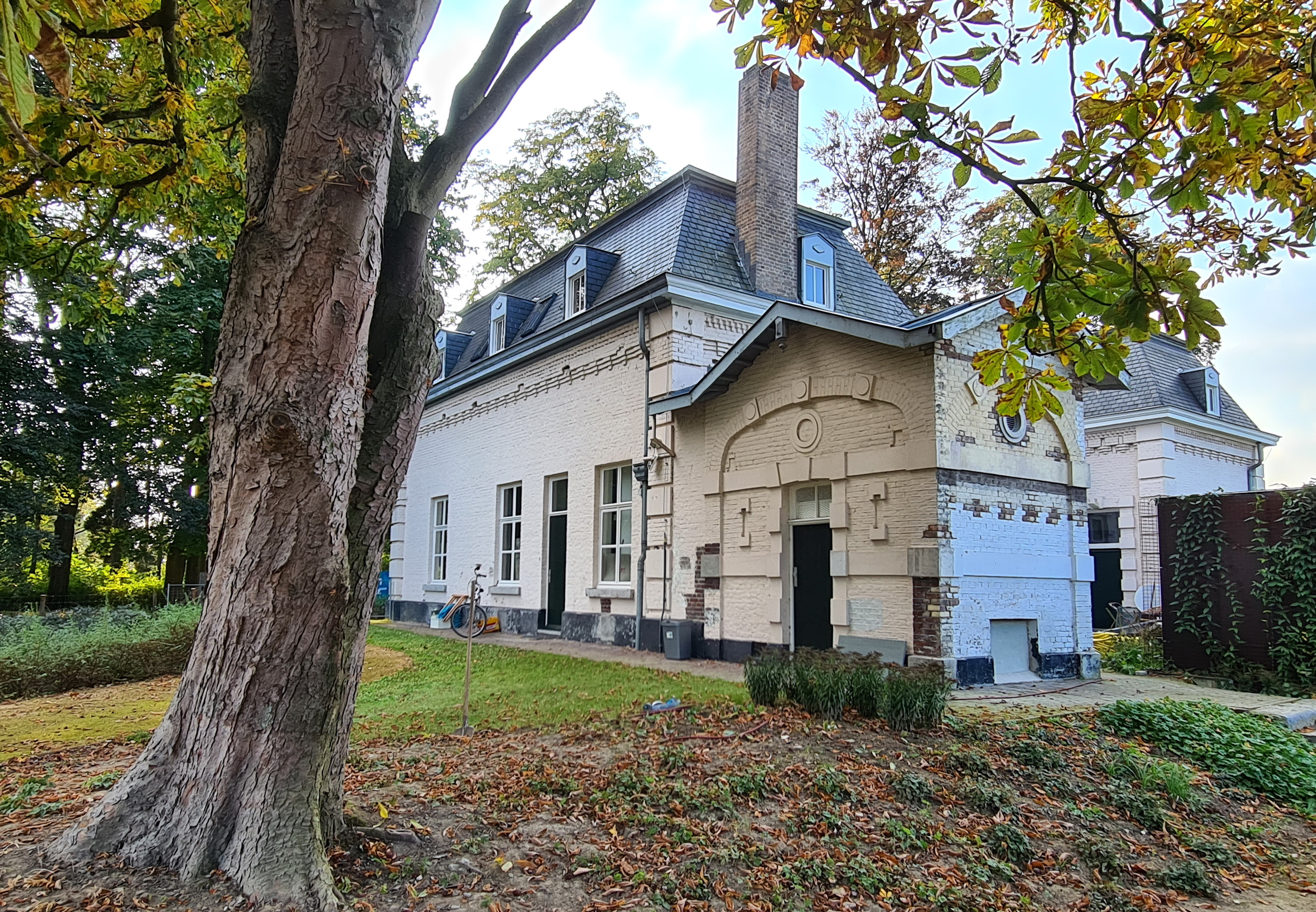
Koetshuis met stalrestant